# Il Cristo proibito
Il Cristo proibito és una pel·lícula italiana del 1951, l'única dirigida per Curzio Malaparte.
Malaparte es pot considerar l'únic autor, de fet es va ocupar de l'argument, els diàlegs, el guió, el comentari musical i la direcció.
La pel·lícula, com les seves obres escrites, va provocar controvèrsia i la crítica va expressar opinions contradictòries; però gràcies a les cinc edicions (italià, francès, anglès, espanyol, alemany) va gaudir d'un èxit internacional, guanyant el "Premi de la Ciutat de Berlín" per excel·lents resultats cinematogràfics a la primera edició de la 1r Festival Internacional de Cinema de Berlín.

## Argument
Bruno és un veterà de la Campanya Russa que va tornar a peu al seu Sarteano. A diferència dels altres veterans, la seva felicitat de tornar a casa es veu eclipsada per la mort del seu germà, un partisà afusellat pels alemanys a causa de la traïció d'un company del poble. Decidit a venjar el seu germà, intenta obtenir el nom del delator, però els vilatans, cansats de la violència i la sang de la guerra, es neguen a revelar-ho. El mestre Antonio, un modest fuster amic de Bruno, per por que pugui ser culpable del delicte d'una persona innocent, li fa creure que l'home que busca és ell. En aquella confessió, Bruno agafa una fitxa i se la llença al cor. Abans de morir, el fuster admet que va mentir i es va sacrificar en el lloc del culpable. Un cop trobat el veritable culpable, s'ofereix al foc de la metralladora d'en Bruno, però aquest, atent a les paraules del seu amic, no té forces per colpejar el culpable, ja que un home innocent ja ha pagat per ell.

## Repartiment
- Raf Vallone: Bruno
- Elena Varzi: Nella
- Alain Cuny: mestre Antonio
- Anna Maria Ferrero: Maria
- Gino Cervi: eremita
- Rina Morelli: mare de Bruno
- Luigi Tosi: Andrea
- Gualtiero Tumiati: pare de Bruno
- Philippe Lemaire: Pinin
- Ernestina Rosmino: Assunta
- Mario Corte: comerciant feixista

## Distribució
La pel·lícula es va estrenar al circuit de cinema italià el 24 de març de 1951. A França es va presentar en competició al 4t Festival Internacional de Cinema de Canes.

## Significat del títol
| « | Per què, doncs, el "Crist prohibit"? Ho diu el pare Antonio: "No n'hi ha prou amb un sol Crist". Necessitem una imitació perenne i contínua de Crist. Crist està prohibit perquè està prohibit salvar els homes, patir per ells, morir per ells. La mateixa idea del sacrifici fa por avui: per això el món és dolent i la llibertat és una cosa bruta i la justícia és una merda. "Si algú surt i diu: vull morir pels altres, vull pagar pels altres, li posen manilles. Està prohibit, prohibit, prohibit". (pàg. 81) | » |

## Reconeixements
- 1r Festival Internacional de Cinema de Berlín 1951: Premio de la Ciutat de Berlín.[4]

Als 1953 la National Board of Review of Motion Pictures la va incloure a la llista del millors pel·lícules estrangeres de la curs.

## Curiositat
A la pel·lícula es pronuncia la paraula "puta", un terme extremadament rar en les pel·lícules de l'època, pronunciada per Elena Varzi (encara que la veu fos en realitat la de l'actriu de doblatge Dhia Cristiani), que en un primer moment la comissió de revisió va decidir eliminar, però finalment va decidir admetre.